# Anthony Bamford
Pour les articles homonymes, voir Bamford.
Anthony Paul Bamford (né le 23 octobre 1945) est un parlementaire et homme d'affaires britannique, président de JCB excavators.

## Biographie
Bamford succède à son père, Joseph Cyril Bamford, le fondateur de JCB, en tant que chef depuis 1975.
Nommé Knight Bachelor en 1990, il est élevé baron à vie en 2013 ; en France il est accordé chevalier dans l'ordre national du Mérite aussi bien que commandeur dans l'ordre du Mérite de la République italienne . La reine Élisabeth II le nomme, en 2002, Deputy Lieutenant pour le Staffordshire.
Le journal américain Forbes estime sa fortune à 4,2 milliards d'USD en mars 2013.
Bamford a fait part de sa volonté d'acquérir le groupe « Jaguar » en août 2006, mais s'est finalement rétracté quand il a appris que la vente incluait la marque « Land Rover ».
Il est aussi réputé comme collectionneur de Ferrari vintage, et est notamment le seul individu au monde à posséder deux Ferrari 250 GTO.
Depuis 1997, Anthony Bamford est propriétaire du Château Léoube, un domaine viticole français de renom situé entre La Londe-les-Maures et Bormes-les-Mimosas non loin du fort de Brégançon dont la production se résume en grande partie aux vins blancs et aux vins rosés.
Il est marié avec issu à Carole née Gray Whitt (puis The Lady Bamford OBE).

## Politique
Bamford est un fervent contributeur du Parti conservateur ayant fait une donation d'un million de livres sterling avant les élections de 2010. Il est aussi proche du prince Charles de Galles.
Le 3 octobre 2013, il est créé baron à vie dans la pairie du Royaume-Uni, en tant que baron Bamford, pour faire son entrée dans la Chambre des lords. Il démissionne de la chambre des Lords le 1er mars 2024.
Il soutient financièrement la campagne en faveur du Brexit lors du référendum de 2016. 
Il est engagé au sein de l'Atlas Network, un réseau américano-britannique fédérant des centaines de think tanks sur des bases libertariennes, eurosceptiques, atlantistes et climatosceptiques.